# تي-26
تي-26 هي دبابة مشاة خفيفة، سوفييتية الصنع دخلت الخدمة بالجيش الأحمر في الاتحاد السوفييتي عام 1932 وخرجت من الخدمة عام 1945. شاركت دبابة تي-26 في العديد من الصراعات والحروب خلال سنوات خدمتها في الاتحاد السوفييتي كحرب الشتاء والحرب العالمية الثانية كما أرسل الاتحاد السوفييتي 281 دبابة تي-26 إلى إسبانيا لتشارك في الحرب الأهلية الإسبانية بجانب قوات الجمهوريين، كذلك تعاقدت الجمهورية التركية مع الاتحاد السوفييتي عام 1935 على شراء 60 دبابة تي-26 فيما حصلت الصين على 82 دبابة خلال حربها مع اليابان.
بدأ مشروع إنتاج دبابة تي-26 في الاتحاد السوفييتي عام 1931 كنسخة سوفييتية عن الدبابة البريطانية فيكرز 6 طن بعد أن حصل الاتحاد السوفييتي على رخصة لتصنيعها محليا، استمر الإنتاج حتى العام 1941 لتبلغ الكمية المنتجة من دبابات تي-26 قرابة 11,000 دبابة بثلاث وخمسين فئة مختلفة، يبلغ وزن دبابة تي-26 قرابة العشرة أطنان ويتألف طاقمها من ثلاثة أفراد وتتسلح الدبابة بمدفع رئيسي عيار 45 ملم ورشاش عيار 7.62 ملم.

## التاريخ

### الأصل البريطاني
كانت دبابة تي-26 تطويرا سوفييتيا للدبابة البريطانية الخفيفة فيكرز 6 طن والتي صممتها شركة فيكرز أرمسترونغ البريطانية بين عامي 1928 و1929 ، جاء تصميم دبابة فيكرز 6 طن مبسطا من أجل تصديرها للدول الأقل تقدما من الناحية التكنولوجية مثل الاتحاد السوفييتي وبولندا والبرازيل والصين واليابان، وقد قامت شركة فيكرز بحملة دعائية لدبابتها في المنشورات العسكرية وأبدت كل من بولندا والاتحاد السوفييتي اهتماما بالتصميم.
في ربيع 1930 زارت لجنة المشتريات العسكرية السوفييتية بريطانيا من أجل شراء دبابات وسيارات للجيش الأحمر في ذلك الوقت لم يكن في الجيش للسوفييتي سوى دبابات تي-18. وقد وقع اختيار اللجنة على دبابة فيكرز 6 طن لتصنيعها داخل الاتحاد السوفييتي يموجب رخصة، تم توقيع العقد في شركة فيكرز في 28 مايو 1930 تضمن العقد قيام شركة فيكرز أرمسترونغ بارسال 15 دبابة فيكرز ذات برجين مع كامل الكتيبات التقنية من أجل إنتاجها محليا داخل الاتحاد السوفييتي، ووصلت أول 4 دبابات إلى الاتحاد السوفييتي في نهاية عام 1930 فيما وصلت أخر الدبابات في عام 1932 أي حينما تم البدأ في سلسة إنتاج دبابات تي-26 في الاتحاد السوفييتي.

### التصميم

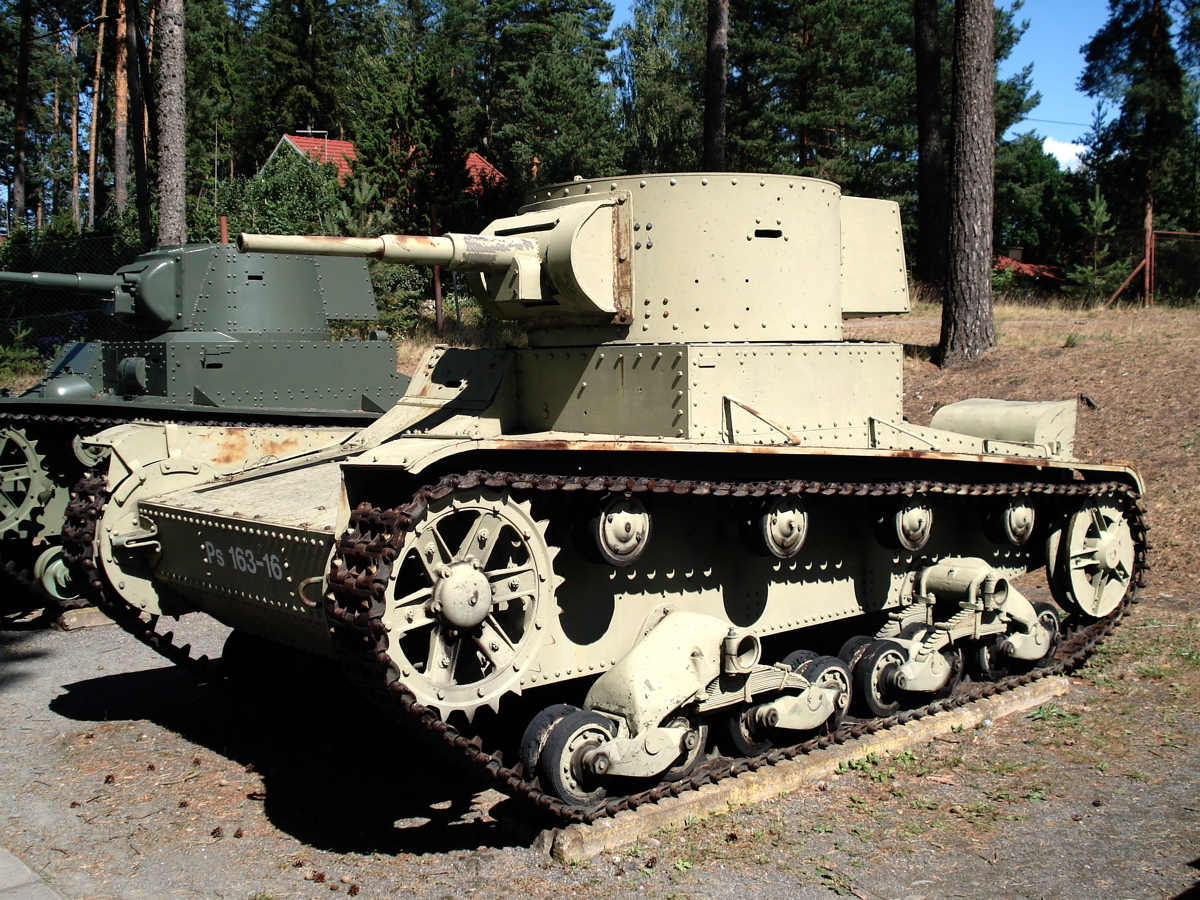
تي-26 طراز 1933

لم يقم السوفييت بمجرد استنساخ دبابة فيكرز 6 طن البريطانية بل أدخلوا بعض التعديلات على التصميم، وبدأ الاتحاد السوفيتي إنتاج دبابات تي-26 في عام 1931 وقد تمثلت بالطراز 1931 الذي استمر خلال أعوام 1931 و 1933 بمجموع إنتاج بلغ 1,627 دبابة، وتميز الطراز 1931 بدبابة ذات برجين وسلح كل برج برشاش، فيما زودت حوالي 450 دبابة تي-26 من الطراز 1931 بمدفع عيار 37 ملم في أحد البرجين.
الطراز 1933 هو الأكثر إنتاجا من دبابات تي-26 وهو يتضمن برج اسطواني جديد مزود بدفع عيار 45 ملم مع ذخيرة لـ 122 قذيفة إضافة إلى مدفع رشاش عيار 7.62 ملم، وقد جهزت دبابة تي-26 بـ محرك بنزين مبرد بالهواء بقوة 90 حصان.

## الإنتاج

### بداية الإنتاج
|                                                                                     | 1931 | 1932  | 1933  | 1934 | 1935  | 1936  | 1937 | 1938 | 1939  | 1940  | 1941 | المجموع |
| ----------------------------------------------------------------------------------- | ---- | ----- | ----- | ---- | ----- | ----- | ---- | ---- | ----- | ----- | ---- | ------- |
| تي-26 ببرجين                                                                        | 100  | 1361  | 576   | 1    | -     | -     | -    | -    | -     | -     | -    | 2,038   |
| تي-26 ببرج واحد                                                                     | -    | -     | 693   | 489  | 553   | 447   | -    | -    | 945   | 1,018 | 47   | 4,192   |
| تي-26 ببرج واحد (مع لاسلكي)                                                         | -    | -     | 20    | 457  | 650   | 826   | 550  | 716  | 350   | 318   | -    | 3,887   |
| المجموع                                                                             | 100  | 1,361 | 1,289 | 947  | 1,203 | 1,273 | 550  | 716  | 1,295 | 1,336 | 47   | 10,117  |
| 1إنتاج دبابات تي-26 فقط دون المركبات القتالية الأخرى التي صنعت على هيكل دبابة تي-26 |      |       |       |      |       |       |      |      |       |       |      |         |

### الإنتاج في ستالينجراد
|                                                                                     | 1933 | 1934 | 1935 | 1936 | 1937 | 1938 | 1939 | 1940 |
| ----------------------------------------------------------------------------------- | ---- | ---- | ---- | ---- | ---- | ---- | ---- | ---- |
| تي-26                                                                               | 5    | 23   | 115  | ?    | -    | 130  | ?    | 10   |
| 151 دبابة ببرج اسطواني ولاسلكي و 5دبابات ببرج مخروطي ولاسلكي و5 دبابات ببرج مخروطي. |      |      |      |      |      |      |      |      |

## الفئات
|                                                                                             | الوزن (طن) | الدرع الأمامي (ملم) | الدرع الجانبي والخلفي (ملم) | درع السقف (ملم) | درع البرج (ملم) | التسليح                         | الذخيرة (قذائف للمدفع/طلقات للرشاش) | قوة المحرك (حصان) | المدى (على الطريق/خارج الطريق), كم |
| ------------------------------------------------------------------------------------------- | ---------- | ------------------- | --------------------------- | --------------- | --------------- | ------------------------------- | ----------------------------------- | ----------------- | ---------------------------------- |
| تي-26 ببرجين أنتجت 1932                                                                     | 8.2        | 13-15               | 13-15                       | 6               | 13-15           | 2 x رشاش دغتيريوف عيار 7.62 ملم | 6,615 لكل رشاش                      | 90                | 130-140/70-80                      |
| تي-26 ببرجين مزودة بمدفع ورشاش أنتجت 1932                                                   | 8.7        | 13-15               | 13-15                       | 6               | 13-15           | 1 x 37mm + 1 x 7.62mm DT        | 222/3528                            | 90                | 130-140/70-80                      |
| تي-26 ببرج واحد وجهاز لاسلكي، أنتجت 1933-1934                                               | 9.4        | 15                  | 15                          | 6-10            | 15              | 1 x 45mm + 1 x 7.62mm DT        | 124(84)/2961                        | 90                | 130-140/70-80                      |
| تي-26 ببرج اسطواني، خزان وقود إضافي (وجهاز لاسلكي), أنتجت 1935-1936                         | 9.6        | 15                  | 15                          | 6-10            | 15              | 1 x 45mm + 1 x 7.62mm DT        | 122(82)/2961                        | 90                | 220-240/130-140                    |
| تي-26 ببرج اسطواني مسلحة برشاش خلفي، أنتجت في 1935-1936                                     | 9.65       | 15                  | 15                          | 6-10            | 15              | 1 x 45mm + 2 x 7.62mm DT        | 102/2961                            | 90                | 220-240/130-140                    |
| تي-26 ببرج اسطواني، مزودة بلاسلكي ورشاش مضاد للطائرات، أنتجت 1937                           | 9.75       | 15                  | 15                          | 6-10            | 15              | 1 x 45mm + 2 x 7.62mm DT        | 111(107)/2772(3024)                 | 93                | 220-240/130-140                    |
| تي-26 ببرج مخروطي مسلحة برشاش خلفي، وجهاز لاسلكي بجوانب مستقيمة تحت صندوق البرج، أنتجت 1938 | 9.8        | 15                  | 15                          | 6-10            | 15              | 1 x 45mm + 2 x 7.62mm DT        | 107/2772                            | 95                | 220-240/130-140                    |

## مواضيع مرتبطة
- بي تي-7
- تي-50

## هوامش
1. 1 2  Kilomiets (2007), p. 125
2. ↑  Baryatinskiy، Mikhail (2006). Light Tanks: T-27, T-38, BT, T-26, T-40, T-50, T-60, T-70. Hersham, Surrey: Ian Allen. ص. 96. {{استشهاد بكتاب}}: الوسيط غير المعروف |الرقم المعياري= تم تجاهله يقترح استخدام |ردمك= (مساعدة)
3. ↑  Kolomiets (2007), p. 124